# Neolucanus maximus
Neolucanus maximus là một loài bọ cánh cứng trong họ Lucanidae. Loài này được Houlbert mô tả khoa học năm 1912.